# Vaterpolo na Mediteranskim igrama 1997.
Vaterpolski turnir na MI 1997. održavao se u Bariju u Italiji.

## Konačni poredak
| Mj. | Država         |
| --- | -------------- |
| 1.  | SR Jugoslavija |
| 2.  | Hrvatska       |
| 3.  | Španjolska     |
| 4.  | Italija        |

| Pobjednici                 |
| -------------------------- |
| SR Jugoslavija Prvi naslov |